# Amylose AA
L'amylose AA est une maladie de la famille des amyloses systémiques acquises, caractérisée par la présence de dépôts de protéines insolubles dans les tissus. Dans le cas de l'amylose AA, le dépôt de substances amyloïdes dérive de la protéine sérum amyloïde A. La protéine SAA est une protéine de la phase aiguë de la réaction inflammatoire. Elle est synthétisée par le foie en réponse à une inflammation, et circule dans le sérum. Ces dépôts peuvent être retrouvés dans le cadre d'inflammation chronique. L'amylose AA implique principalement le rein. Son diagnostic est histologique, c'est-à-dire qu'il demande une analyse des tissus. Son traitement repose principalement sur le contrôle de l'inflammation chronique et la suppléance des fonctions d'organes atteints.

## Épidémiologie en France
L'amylose AA est la troisième forme d'amylose systémique, derrière l'amylose à transthyrétine sénile/wild type (ATTRwt), et l'amylose à chaîne légère (AL). On constate une diminution de sa fréquence.
Elle touche autant les hommes que les femmes.
En 2019 il était estimé près de 250 à 500 patients.

## Étiologies
De nombreuses maladies à l'origine d'une inflammation chronique peuvent entraîner cette maladie : 
- maladies inflammatoires :
  - rhumatismes inflammatoires : polyarthrite rhumatoïde, spondylarthrite ankylosante, maladie de Still de l'adulte et de l'enfant, rhumatisme psoriasique, goutte,
  - maladies inflammatoires chroniques de l'intestin : maladie de Crohn, rectocolite hémorragique,
  - maladies auto-inflammatoires : fièvre méditerranéenne familiale (FMF), TNF receptor associated periodic syndrome (TRAPS), Cryopyrin-Associated Periodic Syndrom (CAPS), déficit en mévalonate kinase ;
- infections :
  - infections chroniques : ostéomyélite, tuberculose, pyélonéphrite à répétition, lèpre,
  - prédispositions aux infections chroniques : dilatations des bronches, mucoviscidose, épidermolyse bulleuse, bypass jéjuno-iléal, paraplégie, tétraplégie, escarre ;
- déficits immunitaires, en raison d'une susceptibilité aux infections et d'une mauvaise régulation immunitaire aboutissant à une inflammation chronique : déficit immunitaire commun variable (DICV), agammaglobulinémie liée au sexe, infection au VIH, déficit en adénosine déaminase 2 ;
- néoplasies :
  - néoplasie d'organes solides : adénome hépatocellulaire, carcinome rénal, bronchique, gastrique,
  - hémopathies : maladie de Castleman, lymphome de Hodgkin, maladie de Waldenström, syndrome de Schnitzler, lymphome B diffus à grandes cellules ;
- autres : obésité (bien que davantage un facteur aggravant qu'étiologique), injections répétées de drogues notamment par voie sous-cutanée[2] (skin popping) via une activation des adipocytes.

## Diagnostic
Il comporte deux parties avec le diagnostic de certitude et la démarche étiologique.

### Diagnostic de certitude
Il convient 1. d'affirmer la nature amyloïde du dépôt et 2. de le typer (trouver la nature de la substance amyloïdogène) : 
1. Toute biopsie d'organe atteint sera le siège d'un dépôt, mais certaines zones sont plus facilement accessibles et seront préférentiellement choisies. On privilégie ainsi la biopsie des glandes salivaires accessoires, de la graisse péri-ombilicale, ou de la sous-muqueuse digestive[3]. Il est cependant parfois nécessaire d'avoir recours à la ponction-biopsie rénale ou à l'analyse de pièce de thyroïdectomie s'il existe une indication opératoire. La positivité à la coloration au rouge congo, ainsi que la biréfringence vert-pomme en lumière polarisée affirment la nature amyloïde des dépôts ;
2. Le typage peut être fait en immunohistochimie sur tissu fixé via l'utilisation d'anticorps anti-SAA ou en immunofluorescence directe sur tissu frais. Il est nécessaire d'effectuer un typage des chaines légères d'immunoglobulines dans les dépôts afin d'éliminer une amylose AL.

### Diagnostic étiologique
La recherche étiologique est indispensable afin de trouver l'origine de l'inflammation chronique et d'en stopper l'évolution. Cette démarche repose principalement sur l'interrogatoire du malade (anamnèse) mais pourra aussi faire appel à des examens complémentaires orientés (imagerie, examens biologiques…).